# مارک هادسون (بازیکن فوتبال، زاده ۱۹۸۲)
مارک الکساندر هادسون (انگلیسی: Mark Alexander Hudson؛ زادهٔ ۳۰ مارس ۱۹۸۲) بازیکن فوتبال اهل بریتانیا است.
از باشگاه‌هایی که در آن بازی کرده‌است می‌توان به فولام، اولدهام اتلتیک، کریستال پالاس، چارلتون اتلتیک، کاردیف سیتی و هادرسفیلد تاون اشاره کرد.